# Seeham
Seeham ist eine Gemeinde im Bezirk Salzburg-Umgebung im Bundesland Salzburg in Österreich mit 2033 Einwohnern (Stand 1. Jänner 2024).

## Geografie

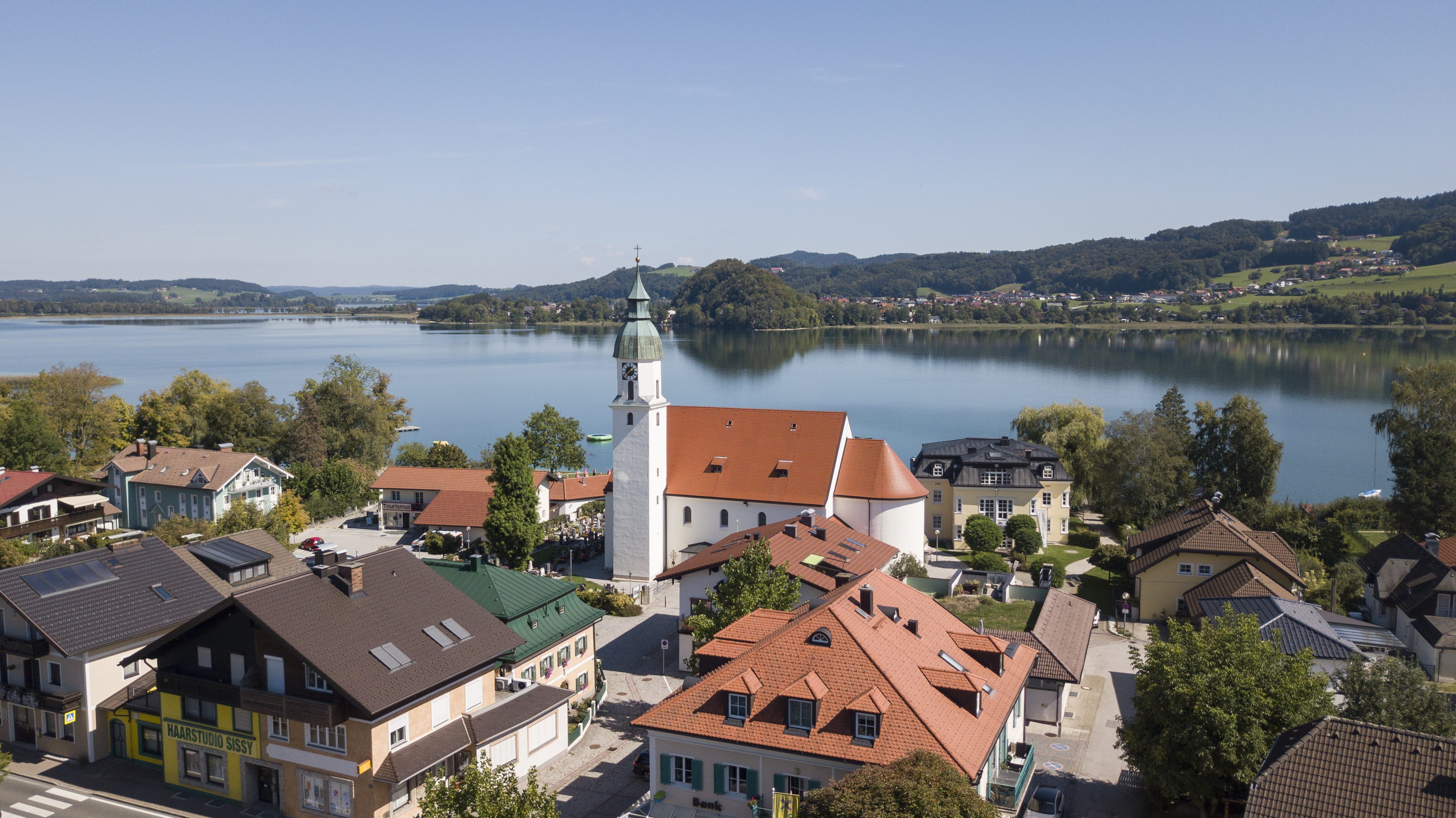
Seeham und der Obertrumer See

Die Gemeinde liegt im Flachgau im Salzburger Land am Westufer des Obertrumer Sees.

### Gemeindegliederung
Das Gemeindegebiet umfasste bis 2020 die Ortschaften:
- Matzing samt Ansfelden, Ed, Feichten, Gimelsberg, Gröm, Hub, Innerwall, Moos, Schupfen, Seeleiten, Sprunged, Talacker, Tobelmühle, Webersberg und Wiesenberg
- Seeham samt Asperting, Berg, Dürnberg, Eisenmühle, Fraham, Kälberpoint und Kernwimm

Seit 2020 besteht die Gemeinde nur noch aus einer Ortschaft.
Die Gemeinde besteht aus den Katastralgemeinden Matzing und Seeham.

### Nachbargemeinden
|                      | Berndorf bei Salzburg                       |         |
| Nußdorf am Haunsberg | Kompassrose, die auf Nachbargemeinden zeigt | Mattsee |
|                      | Obertrum am See                             |         |

## Geschichte
Der Ort Seeham ist im Voralpenland am Fuß des Haunsbergrückens auf dem Schuttkegel des Pfarrgrabenbachs (Altbach) entstanden. Die Landschaft verdankt dem gewaltigen Eisstrom, der sich einst aus den Bergen herausschob, seinen Reiz. Die drei Trumer Seen, bis etwa ins 18. Jahrhundert ein einziger großer See, sind heute noch durch Kanäle miteinander verbunden.
An den Seeufern siedelten sich in prähistorischer Zeit schon Menschen an, nährten sich von Fischerei, Jagd und Landbau. Darauf lassen die Hallstattgräber in Innerwall schließen. Um Christi Geburt war die Gegend am Obertrumer See von den Römern besiedelt. In Kirchstätt (Obertrum) fand man ein „Hypokaustum“ (Heizungsanlage) aus der Römerzeit. Im 7. Jahrhundert siedelten sich dann die Bajuwaren an, die auch dieses Gebiet christianisierten. (Hl. Rupertus – Landespatron von Salzburg). Die Überfuhr von Seeham nach Mattsee spielte in den ältesten Zeiten eine große Rolle. Seeham trat nie eigens hervor, sein Geschick und seine Geschichte war mit Mattsee verknüpft.
1384 und 1385 wurde ein „Gut am Indernwald (Innerwall) und zu Aynolsdsfelden (Ansfelden) am Haunsberg in Seehaimer-Pfarre“ an das Kapitel zu Mattsee verkauft. Hier wird der Name Seeham (Heim am See) erstmals urkundlich erwähnt.
1398 kam das Trumer Seengebiet in den Besitz des Erzbischofs von Salzburg. Damit brach für diese Gegend ein wirtschaftlicher und kultureller Aufschwung an.
Die alten Urkunden über Seeham reichen nicht gar zu weit zurück. Der Anfang der Schule dürfte auf das Jahr 1688 fallen. Das alte Schulhaus stand in der Nähe der Kirche, wurde aber beim Brand 1842 völlig vernichtet. Von 1853 bis 1967 wurde der Unterricht im Kramersepplhaus gehalten, 1967 war der Neubau der Volksschule, eine der vordringlichsten Aufgaben der Gemeinde Seeham, fertiggestellt. Unter Pfarrer Rohrmoser begann 1931 der Neubau der Kirche. Die älteren Bauteile stammen bereits aus der Zeit um 1400 und früher. Die alten Mauern standen auf Piloten, die vermorscht waren, Mauern und Gewölbe zeigten bereits breite Risse.

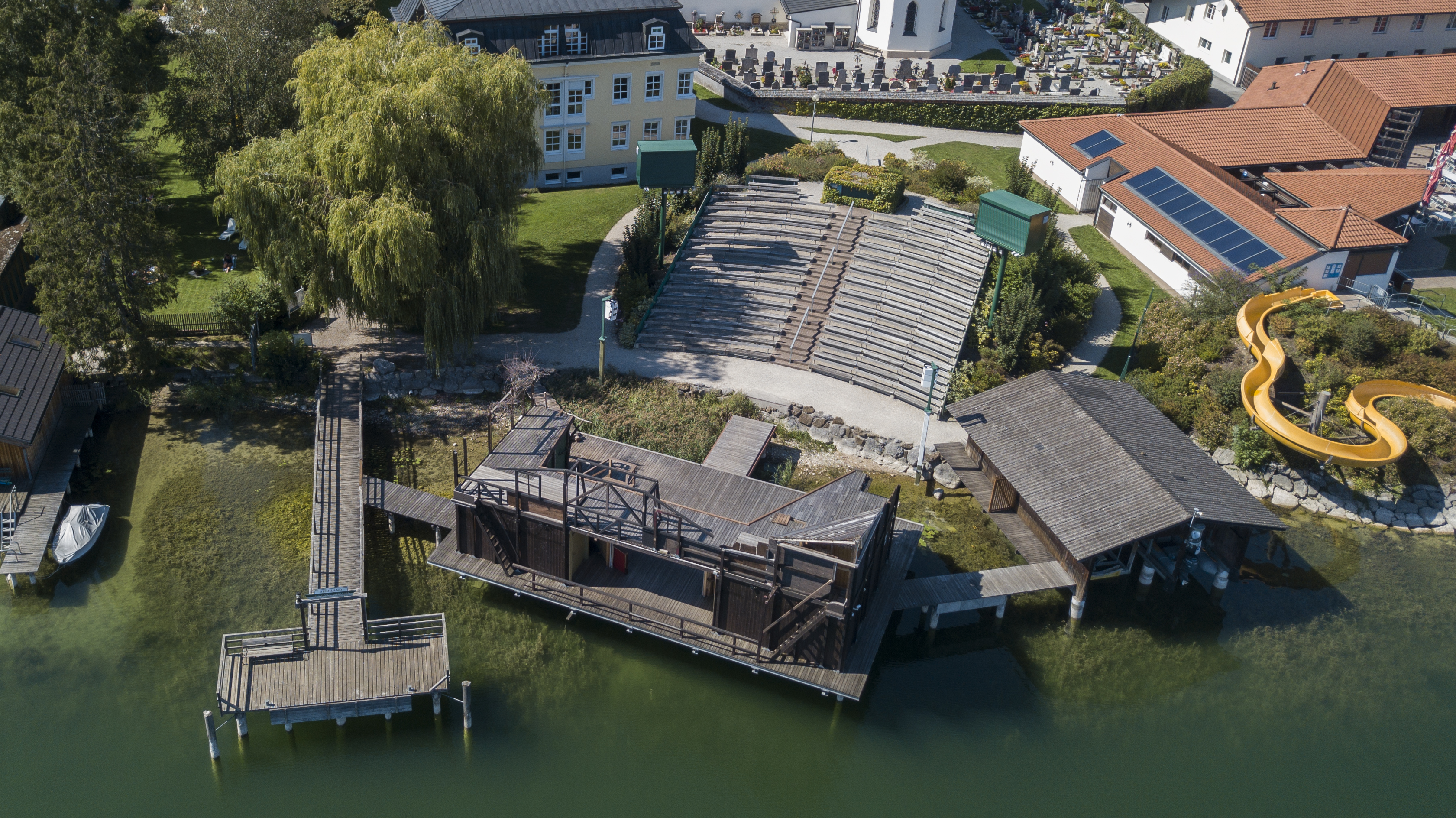
Seebühne Seeham

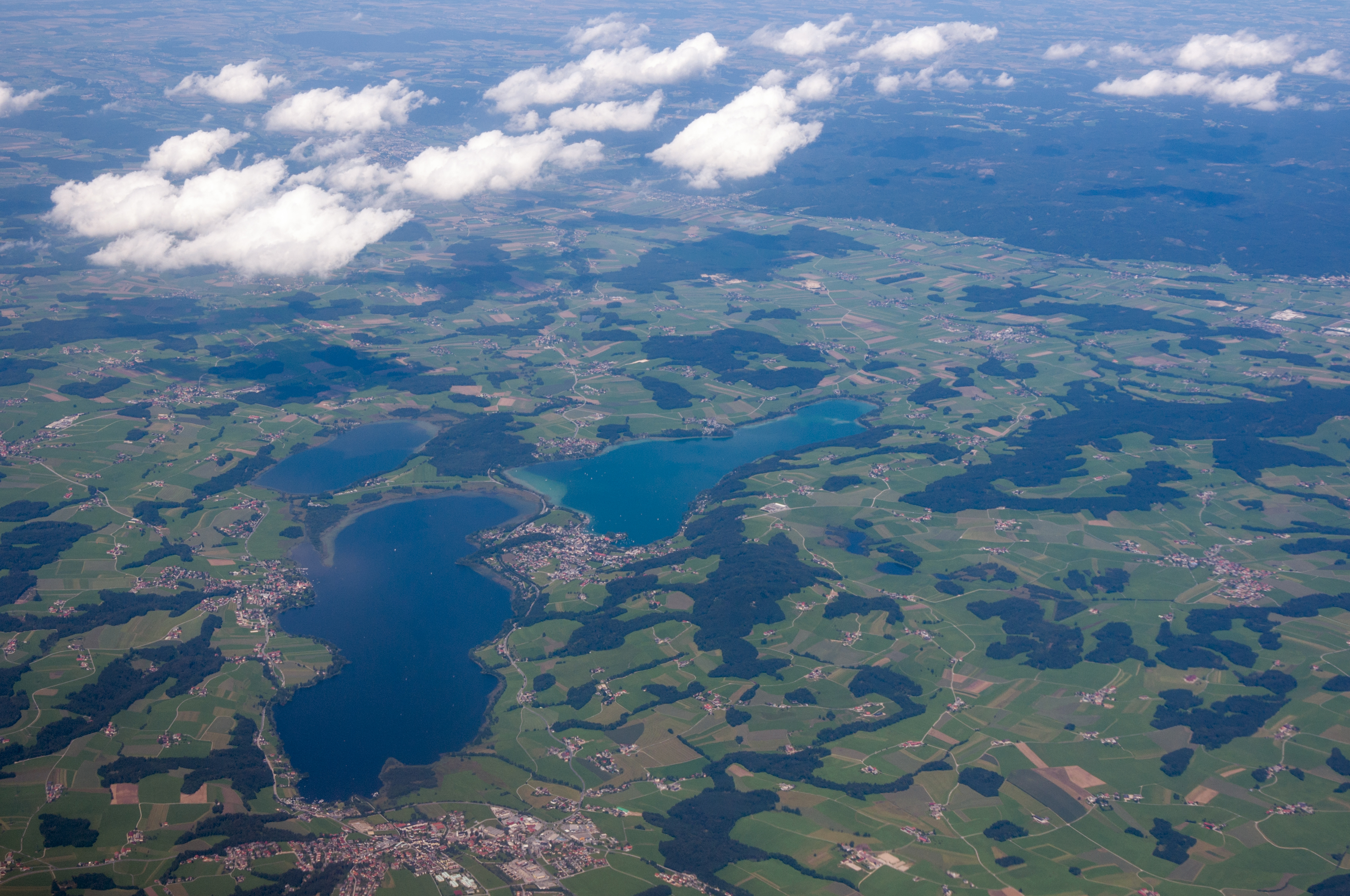
Seeham auf einem Luftbild vom 17. August 2011

Bis Ende Mai 1923 gehörte die Gemeinde zum Gerichtsbezirk Mattsee, 1923–2023 war sie Teil des Gerichtsbezirks Oberndorf, seither des Gerichtsbezirks Seekirchen am Wallersee.
1873 erschien eine erste Broschüre „Seeham am Trumersee bei Salzburg, mit seinen Umgebungen, Seebädern und Ausflügen“ im Verlag von Max Glonner. Als Anhang war eine von Karl von Frey nach der Natur gezeichnete und autographierte Aussicht von der Wiesenberghöhe beigegeben.
Um 1875 entwickelte sich Seeham zu einem Ort der Sommerfrische. Das Hotel Siegl (heute: Dorfwirtshaus Eberl) wird vom Gastwirt Josef Sigl errichtet und legte dieser den dazugehörigen Park an. Es war damals das erste Hotel im Flachgau. Ein „Saison-Verein“ zur Förderung des Fremdenverkehrs wurde gegründet. Mehrere Privatpersonen errichten eine erste Badeanstalt. 1927 erwarb der Saisonverein schließlich die Gesamt-Konzession für den Badebetrieb und das gesamte Parkgelände. Mitte der 1930er Jahre bestand ein kleines Strandbad, der Seewirt, es gab eine Bootsvermietung und einen Tennisplatz (etwa bestehend bis ca. 1980). 1954 wurde die Badeanstalt neu errichtet. In den 1960er Jahren wurde das Strandbad Seeham durch Aufschüttung auf die heute gegebene Fläche vergrößert. Bis in die 1960er Jahre war Seeham noch ein Dorf in Seenähe.
In den Jahren danach wurden große Projekte in Angriff genommen: Ankauf des Zacherlhauses (ein Parkplatz entstand), Beginn des Baues eines Promenadenweges und Ausbau der Wanderwege. Heute kann Seeham 37.000 Übernachtungen pro Saison verzeichnen, was durch ein erweitertes Angebot an Betten (Privatquartiere) und durch Ankurbelung der Vor- und Nachsaison erreicht worden ist.
Religion
Der Ort Seeham wurde als Kirchensprengel schon im Jahre 1135 erwähnt. Vielleicht hat damals schon eine Kapelle bestanden. In den Jahren 1310, 1342 und 1385 ist in den Urkunden von einer Kirche in Seeham die Rede. Das alte Presbyterium ist in jener Zeit gebaut worden.
1458 wurden in der Kirche vom Weihbischof Sigmund von Passau Altäre geweiht, der Hochaltar zu Ehren des hl. Johannes des Täufers, ein Seitenaltar zu Ehren der Heiligen Vitus und der hl. Barbara. Dazumal wurde das Kirchenschiff und der Turm gebaut; auch die Kirchentür mit den gotischen Beschlägen oder der Taufstein, die Weihwasserschale und ein Kelch stammen aus dieser Zeit.
1511 ist ein Priester in Seeham, Georg Altherr von Laufen, später wurde der Gottesdienst von den Herren in Mattsee besorgt, bis etwa 1600 an.
Die Matriken fangen 1606 an. 1633 und 1677 wurde eine Uhr im Turm aufgestellt. 1720 wurde der Turm mit einem Helm nach dem Muster der Domtürme bekrönt und die Taufe Christi für den Hochaltar geschnitzt.
Die älteste Glocke trägt die Jahreszahl 1786.
1837 kamen neue Seitenaltäre. Die Wirtsfamilie Hietel widmete 1847 eine Monstranz, Kelch, Messkleider etc.
Die Kirche Seeham gehört zum Stifte Mattsee, demselben importiert, und unterstand bis 1807 dem Bischof von Passau, nicht dem von Salzburg.
Im Jahre 1842 wütete ein großer Brand, der das innere Dorf vernichtete.
Die Kirche blieb verschont. Damals wurden die umliegenden Häuser gebaut: Schmiedbauer, Bäcker, Botenmartin, auch das Schulhaus und andere.
Der Pfarrer wohnte bis 1905 in der Öd auf dem Haunsberg, bei seiner Ökonomie.
1905 wurde diese verkauft und im Dorfe ein Pfarrhof unter Pfarrer Adolf Rohrmoser errichtet.

## Kultur und Sehenswürdigkeiten

### Bauwerke

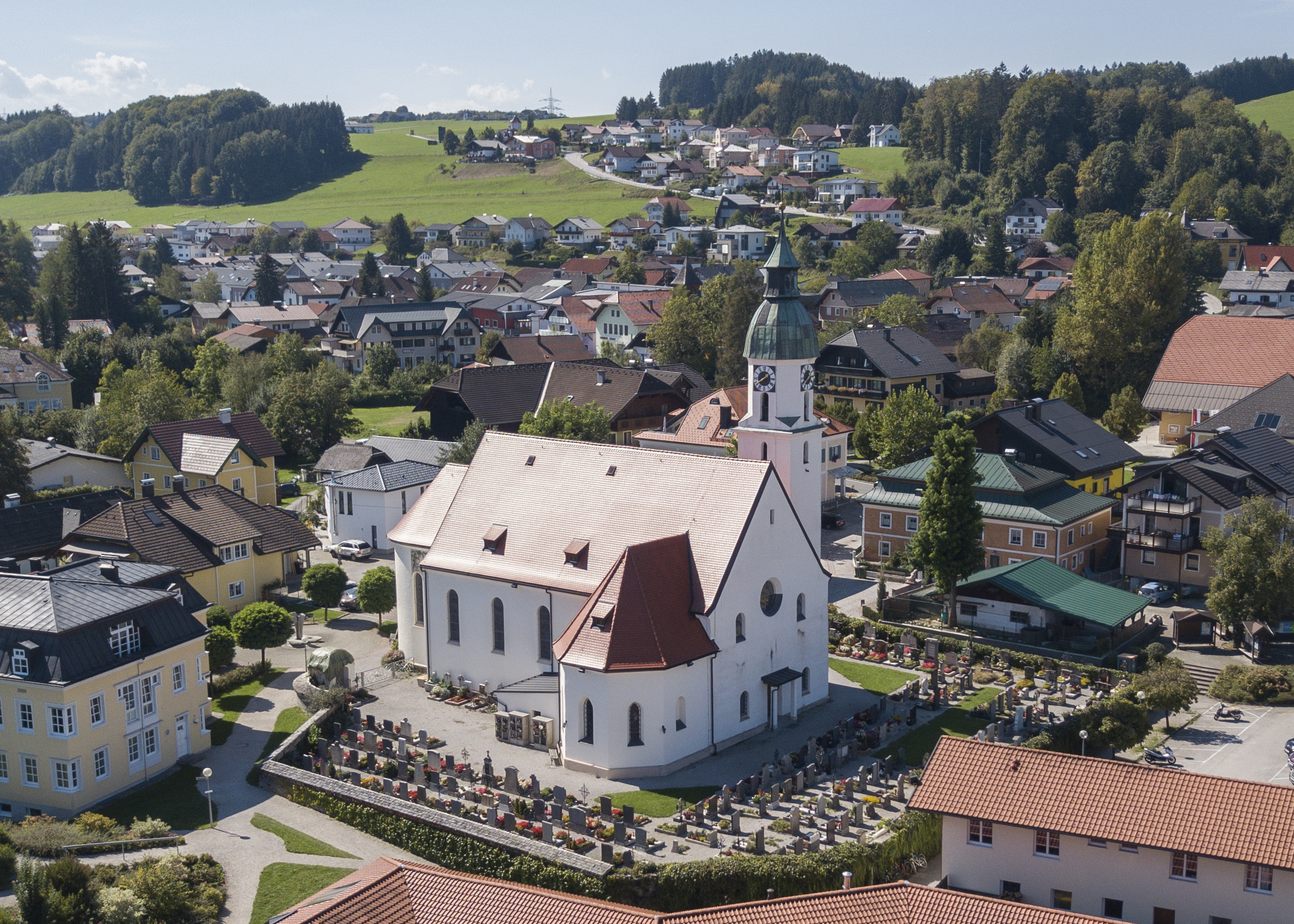
Pfarrkirche Seeham

- Katholische Pfarrkirche Seeham hl. Johannes der Täufer
- Friedhofskapelle
- Gemeindeamt Schmiedbauerngut Seeham
- Unmittelbar neben dem Strandbad befindet sich die im Jahr 1997 errichtete und im Jahr 2015 generalsanierte Seebühne Seeham.

### Naturdenkmäler

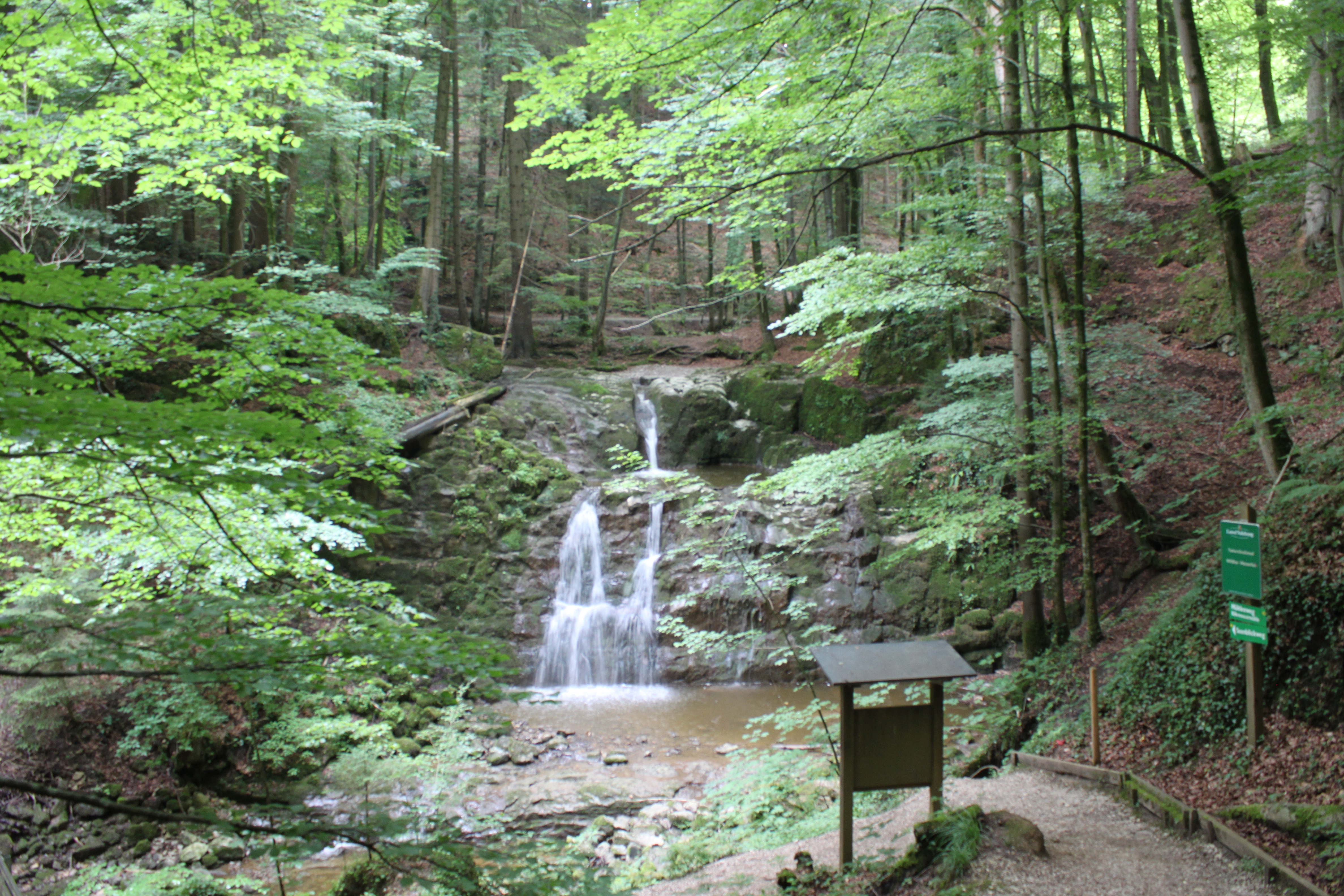
Wildkarwasserfall mit wenig Wasser

- Wildkarwasserfall mit der Kugelmühle Teufelsgraben in Matzing

### Vereine
(Quelle: )
- Die Seebühne Seeham
- Erlebnis Kultur Seeham
- F.X. Klaushofer Prangerstutzen Schützen Seeham
- Freiwillige Feuerwehr Seeham
- Goldhaubengruppe Seeham
- Imker
- JVP-Seeham
- Kameradschaft Seeham
- Krippenbauverein Seeham
- MRC KOIMTREIWA Seeham
- Österreichische Wasserrettung, Ortsstelle Seeham
- ÖVP-Frauen Seeham
- Reitergruppe Fraham am Grabensee
- Seehamer Segelclub
- Sport-Club-Seeham
- Trachtenmusikkapelle Seeham
- U.E.V. Eisschützenverein Seeham
- Verein für Brauchtum und kulturelles Erbe

## Wirtschaft und Infrastruktur

### Verkehr
Im Gemeindegebiet von Seeham liegen 8 öffentliche Bushaltestellen die von den Regionalbuslinien 120 und 131 des Salzburger Verkehrsverbundes bedient werden.
Die offizielle Umsteigestation zwischen den Linien 120 und 131 mit den Richtungen Berndorf bei Salzburg, Mattsee und Obertrum am See liegt in der Ortschaft Fraham.

## Politik

### Gemeinderat
| Gemeinderatswahl 2024Wahlbeteiligung: 70,7 % 6050403020100 56,9 % (± 0,0 %p)19,9 % (+2,6 %p)12,2 % (−2,2 %p)11,0 % (−0,5 %p) ÖVPFPÖGRÜNESPÖ20192024 |

Die Gemeindevertretung hat insgesamt 17 Mitglieder.
- Mit den Gemeindevertretungs- und Bürgermeisterwahlen in Salzburg 2004 hatte die Gemeindevertretung folgende Verteilung: 12 ÖVP, 3 SPÖ, und 2 FDS (Freie Demokraten Seeham).
- Mit den Gemeindevertretungs- und Bürgermeisterwahlen in Salzburg 2009 hatte die Gemeindevertretung folgende Verteilung: 11 ÖVP, 3 SPÖ, 2 FPÖ/U, und 1 GRÜNE.[7]
- Mit den Gemeindevertretungs- und Bürgermeisterwahlen in Salzburg 2014 hatte die Gemeindevertretung folgende Verteilung: 10 ÖVP, 3 SPÖ, 2 FPÖ, und 2 GRÜNE.[8]
- Mit den Gemeindevertretungs- und Bürgermeisterwahlen in Salzburg 2019 hatte die Gemeindevertretung folgende Verteilung: 10 ÖVP, 3 FPÖ, 2 GRÜNE und 2 SPÖ.[9]
- Mit den Gemeindevertretungs- und Bürgermeisterwahlen in Salzburg 2024 hat die Gemeindevertretung folgende Verteilung: 10 ÖVP, 3 FPÖ, 2 GRÜNE und 2 SPÖ.[10]

### Bürgermeister
- 1949–1959 Felix Schaumburger
- 1959–1964 Anton Altenberger
- 1964–1981 Andreas Walkner
- 1981–2008 HR Prof. Mag. Matthias Hemetsberger (ÖVP)[11]
- 1981–2008 Matthias Hemetsberger (ÖVP)
- 2008–2024 Peter Altendorfer (ÖVP)
- seit 2024 Christian Altendorfer (ÖVP)

### Wappen
Das Wappen der Gemeinde ist: „Ein geteilter Schild, oben in Weiß ein blauer Fisch (Rheinanke), unten in Rot über natürlichem Wasser ein weißes, zweifenstriges Bootshaus mit rot-weiß-rot sparrenweise geteiltem Tor und gelbem Dach.“

## Persönlichkeiten

### Söhne und Töchter der Gemeinde
- Matthias Wimmer (1879–1943), Politiker (GdP)

### Personen mit Bezug zur Gemeinde
- Hans-Joachim Kulenkampff (1921–1998), deutscher Schauspieler und Fernsehmoderator, in Seeham verstorben

### Ehrenbürger der Gemeinde
- Franz Calliari (1921–2007), langjähriger Pfarrer von Seeham, zuvor Chefredakteur des Rupertusblattes und Lehrer und Direktor am Borromäum
- Hans Bachinger, ehemaliger Sprengelarzt
- Andreas Walkner, ehemaliger Bürgermeister
- Matthias Hemetsberger, ehemaliger Bürgermeister
- Hans Ziller, ehemaliger VS-Direktor